# Dziwna
Dziwna (tysk: Dievenow) er en kanal af Oder-floden i det nordvestlige Polen, et af tre stræder, der forbinder Szczecin-lagunen med Pommernbugten i Østersøen. Det adskiller øen Wolin fra det polske fastland. De to andre kanaler er Świna og Peene.
Det omkring 32 km lange Dziwna dannes  i den østlige ende af Szczecin-lagunen, nær byen Zagórze. Det løber nordpå, passerer den byen Wolin og udvider sig derefter og danner en række sammenhængende udvidelser. Mod vest danner Dziwnas hovedkanal den store Kamieński-lagune (polsk: Zalew Kamieński). Mod øst udvikler en sidekanal sig til Zatoka Cicha (Quet Bay, kendt som Die Maad før 1949), løber mod nord gennem Promna-strædet, hvor det nærmer sig byen Kamień Pomorski, og slutter sig derefter til Kamieński-lagunen. Mellem disse to kanaler ligger den lille ø med landbrug,  Chrząszczewo, der er forbundet med Kamień Pomorski via en enkelt bro.
Den løber derefter forbi kystbyen Dziwnów i blot et par kilometer som Dziwna igen, før den endelig når Pommern-bugten.